# Monistrol de Calders
Monistrol de Calders – gmina w Hiszpanii, w prowincji Barcelona, w Katalonii, o powierzchni 21,99 km². W 2011 roku gmina liczyła 700 mieszkańców.